# Eihei Dōgen

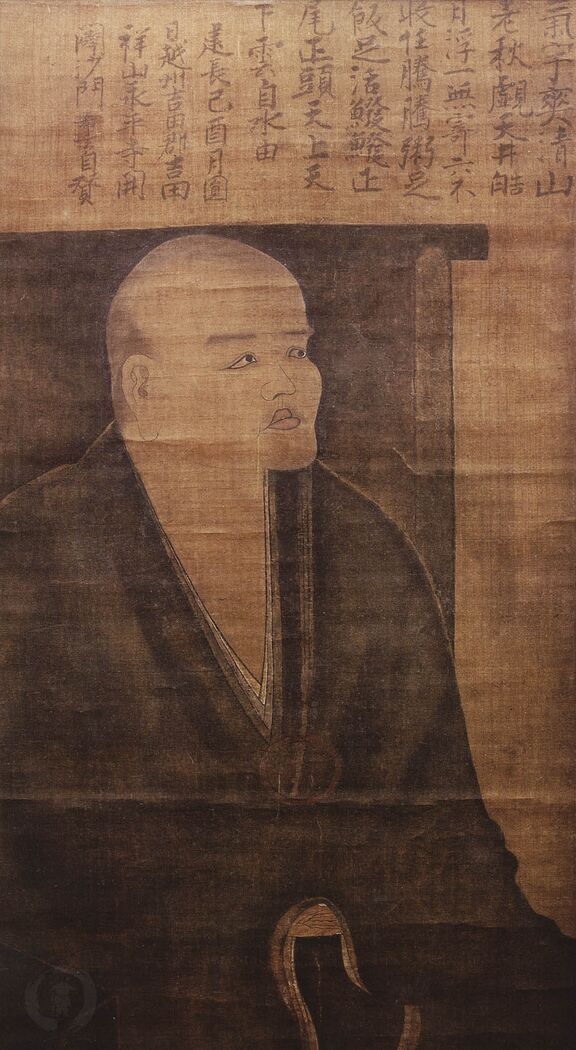
Ritratto di Dōgen conservato presso il tempio Hōkyō-ji (宝慶寺) in Giappone, Prefettura di Fukui.

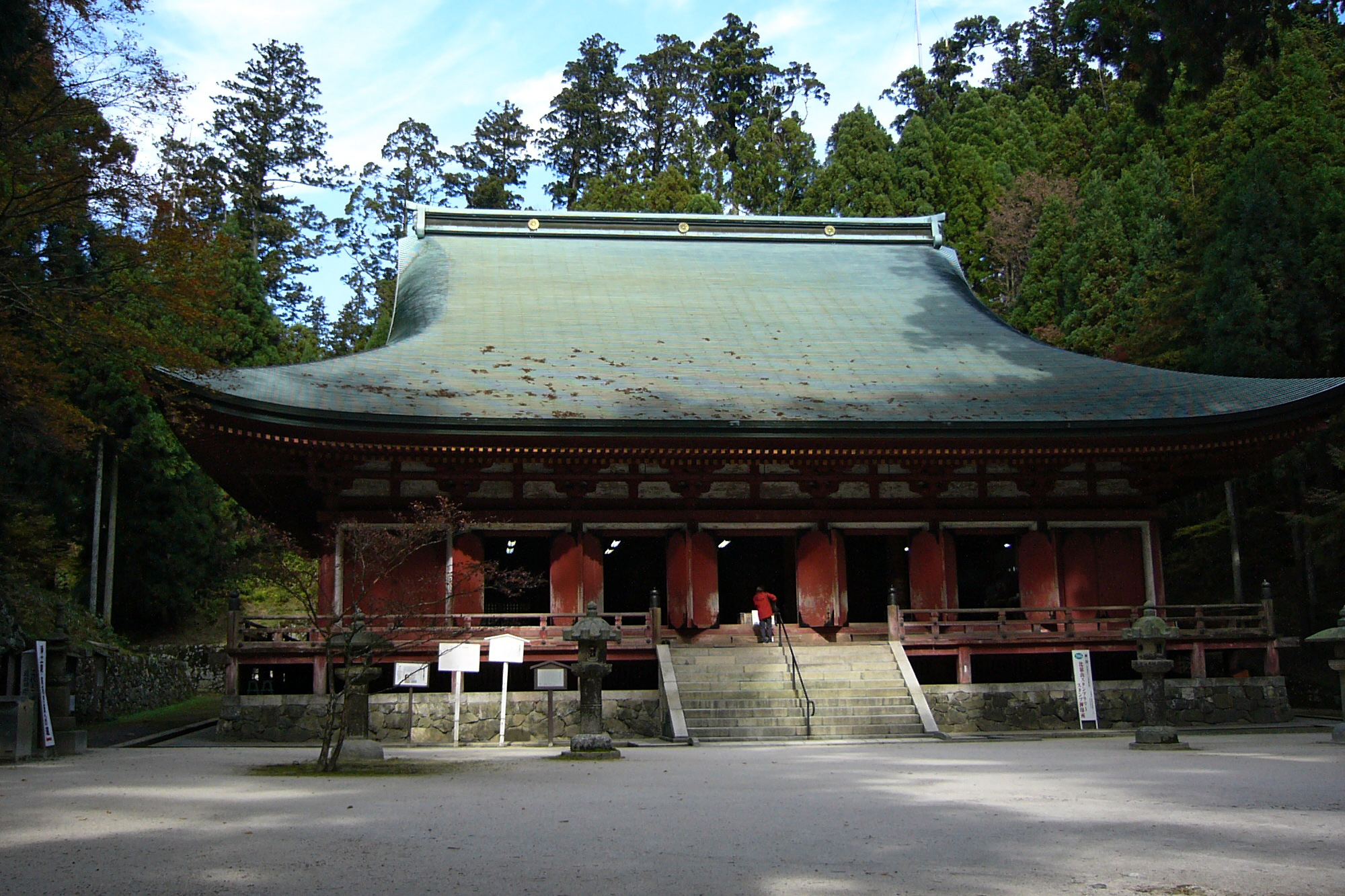
Il padiglione della predicazione del Dharma dell'Enryaku-ji, il tempio principale della scuola buddista giapponese Tendai dove Dōgen avviò, nel 1212, la propria formazione monastica.

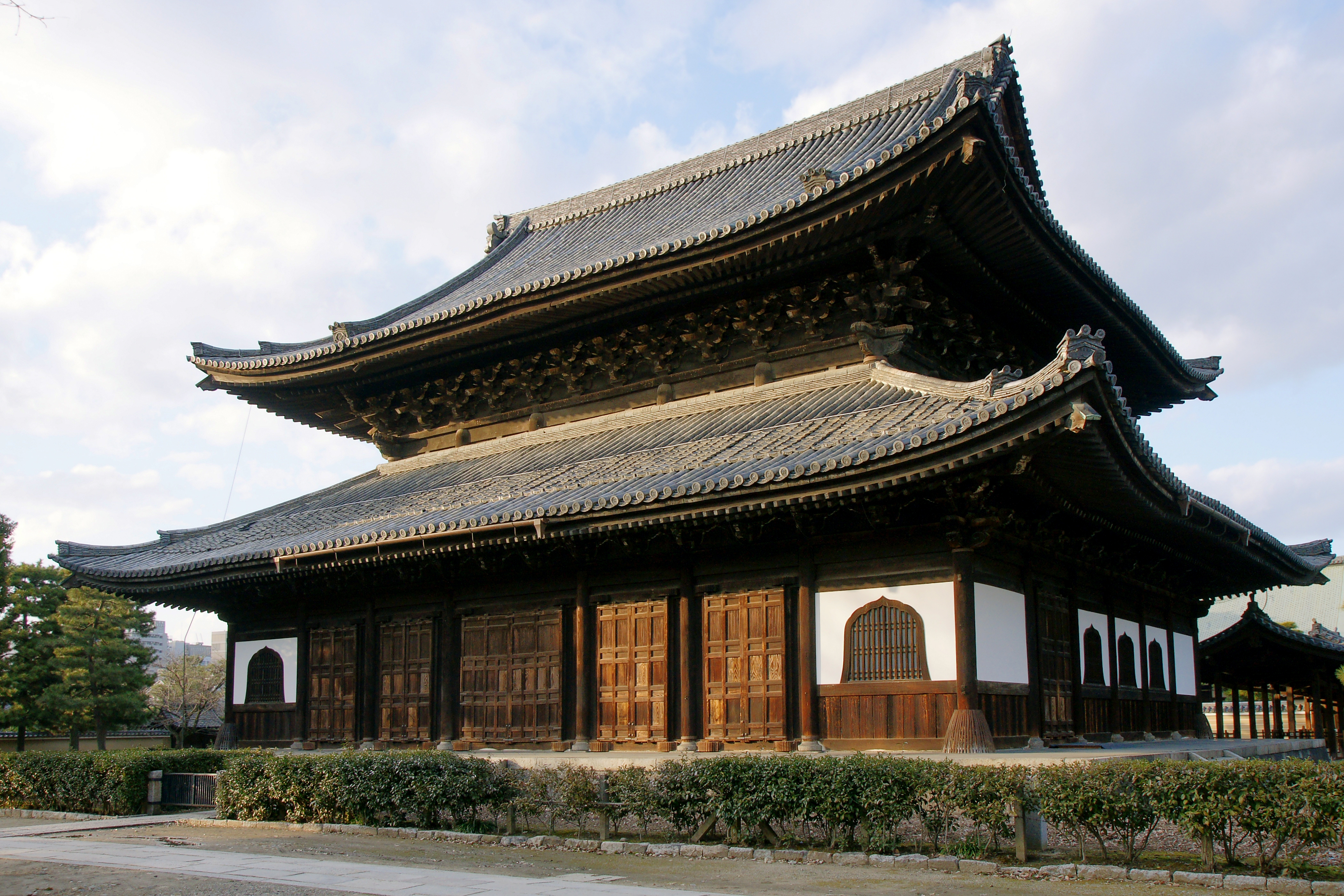
La sala delle cerimonie (hatto, 法堂) del tempio Kennin-ji (建仁寺) fondato da Eisai (明菴, 1141-1215) nel 1202, dove Dōgen, nel 1215 iniziò lo studio del Buddismo Zen.

(Dōgen)
Eihei Dōgen (永平道元禅師, Eihei Dōgen zenji; Kyoto, 19 gennaio 1200 – Kyoto, 28 agosto 1253) è stato un monaco buddhista giapponese, fondatore della scuola buddista giapponese Zen Sōtō.

## Infanzia e ordinazione a monaco Tendai
Dōgen nacque a Heian (l'odierna Kyoto), il 19 gennaio 1200. Non abbiamo certezze sulle sue origini in quanto lo si conosce solo per il nome monastico, Dogen. C'è chi ritiene fosse il figlio di un importante cortigiano, Minamoto Michichika (源通親, 1145-1202), mentre la madre, Ishi, veniva da un ramo della nobile famiglia dei Fujiwara (藤原氏). A due anni perse il padre, e a sette anni la madre che sul punto di morte lo invitò a ricercare la Verità spirituale per il benessere di tutti gli esseri senzienti. 
Questi eventi lo segnarono profondamente, come lui stesso ricorderà più tardi. Venne adottato dallo zio materno che lo educò secondo la tradizione nobiliare ma giunto all'età di dodici anni Dogen chiese ad uno zio monaco, Ryokan Hogen, di poter entrare anche lui in un monastero buddista. Così venne indirizzato sul Monte Hiei, sede dello Enryaku-ji il principale monastero della scuola Tendai  dove venne ordinato monaco con il nome di Dōgen (道元) che significa "Il principio della Via".
Il corso di studi Tendai prevedeva una dura disciplina meditativa secondo il metodo dello zhǐguān (止觀, giapp. shikan) codificato nel VI secolo dal patriarca della scuola cinese Tiāntái (天台宗), Zhìyǐ (智顗, 538-597), e lo studio di sutra, in particolar modo del Saddharmapuṇḍarīkasūtra (Sutra del Loto, 妙法蓮華經 Myōhō Renge Kyō, conservato nel Fǎhuābù), del Mahāyāna Mahāparinirvāna-sūtra (Grande sutra mahayana della totale estinzione,  大般泥洹經 Dainehankyō, conservato nel Nièpánbù) e del Buddhavataṃsakasūtra o Avataṃsakasūtra (Sutra della ghirlanda preziosa, 華嚴經 Kegon kyō, conservato nel Huāyánbù), nonché delle opere esegetiche del Tiāntái cinese e del Tendai giapponese.
La formazione Tendai prevedeva inoltre anche la pratica del buddismo esoterico (密教 Mikkyō) di origini tantriche (vedi Buddismo Vajrayāna). Dōgen predilesse subito lo studio del Sutra del Loto come avrà modo di riferire successivamente nello Shōbōgenzō (正法限蔵, La Custodia della Visione del Vero Dharma), la sua opera principale: 
(Dōgen)
Dōgen inoltre si interrogò profondamente sulla natura di Buddha (佛性, busshō): 
(Dōgen)
Qui Dōgen rifiutò la concezione di un corpo senziente contenitore di una natura buddhica in embrione, come un seme da cui si svilupperà la pianta, concezione diffusa in diverse scuole buddiste giapponesi, affermando che per lui tutti gli esseri senzienti e insenzienti, la totalità dell'esistenza, 'sono' natura di Buddha. Facendo ciò Dogen si ricollegò idealmente ad un famoso dibattito del Buddismo cinese tra la scuola Tiāntái e la scuola Huāyán (華嚴宗), riportato nell'opera Jīngāngpí (金剛錍 giapp. Kongō bei, La Spada di diamante, T.D. 1932), dal patriarca della scuola Tiāntái Zhànrán (湛然, 711-782) il quale aveva sostenuto, proprio come alcuni secoli dopo Dōgen, l'universalità della natura di Buddha. Non solo, la scuola giapponese Tendai aveva ulteriormente radicalizzato questa dottrina nella concezione dell'"illuminazione originaria" (本覺 hongaku), dove tale universale natura di Buddha coincideva con la "illuminazione" (菩提 bodai) ed era immanente in ogni cosa.
Questa concezione, radicale nel panorama buddista sino-giapponese, sollevava tuttavia la domanda: "Se io possiedo già la natura di Buddha, quindi sono già illuminato, che senso ha praticare per conseguire una realizzazione che ho già originariamente?". Ed è per rispondere a questa domanda che Dōgen decise, nel 1215 su consiglio di Kōin (公胤, 1145-1216) abate del monastero tendai Onjō-ji (園城寺, conosciuto anche come Miidera 三井寺), di trasferirsi al Kennin-ji (建仁寺), il tempio tendai fondato a Kyoto da Eisai (明菴, 1141-1215), il quale, dopo Saichō, aveva reintrodotto gli insegnamenti del Buddismo Chán in Giappone.

## Il pellegrinaggio in Cina
Al Kennin-ji, Dōgen incontrò il successore di Eisai (morto nel 1215) Myōzen (明全, 1184-1225) di cui divenne discepolo e amico e con cui decise, nel 1223, di intraprendere un viaggio in Cina proprio allo scopo di approfondire il tema della natura di Buddha. Partirono insieme con un piccolo gruppo di monaci dal porto di Hakata e dopo un viaggio avventuroso giunsero nel mese di aprile nel porto cinese di Ningbo (寧波) nell'attuale provincia dello Zhejiang, ma mentre Myōzen e gli altri monaci si diressero subito verso il monastero Tiāntóng-sì (天童寺, collocato sui monti Tiāntóng), Dōgen si attardò per alcuni giorni sulla nave.
In queste circostanze avvenne uno degli incontri più importanti della sua vita che riporterà nel suo primo capitolo dello Eiheishingi (永平淸規, Regole del monastero Eihei-ji) dal titolo Tenzo Kyōkun (典座教訓 Istruzioni a un cuoco zen). In questa opera, che riprende l'opera cinese Chányuàn qīngguī (禪苑清規, Le pure regole per il giardino/monastero Chán) redatta nel 1103 da Zhanglu Zongyi (長蘆宗賾, ?-1107?), Dōgen racconta dell'incontro con un monaco cinese giunto dal monastero del Monte Ayuwang (阿育王山) sulla nave per acquistare dei funghi, un monaco vecchio ed umile che svolgeva il compito di sguattero di cucina. Alla domanda di Dōgen perché nei monasteri cinesi non lasciavano ai più giovani dei compiti così faticosi permettendo quindi agli anziani la sola pratica meditativa e di studio consentendo loro di avanzare nella Via, il monaco cinese rispose che già quello che faceva era "la pratica della Via". Una risposta che implicitamente rispondeva anche alla domanda per cui Dōgen era partito: "Qualsiasi cosa facciamo è la pratica della Via, è la pratica dei Buddha, non esiste differenza tra la pratica per raggiungere l''illuminazione' e la 'illuminazione' stessa". Scorgere ciò e viverlo in ogni momento è il compito a cui viene chiamato il praticante buddista.
(Dōgen. Bendōwa in Aldo Tollini Pratica e illuminazione nello Shōbōgenzō. Roma, Ubaldini, 2001, pagg. 137-8)
Così i consigli di Dogen per i cuochi zen: 
(Dōgen Tenzo Kyōkun)
È da notare che era comune usanza nei monasteri Chán affidare ai monaci spiritualmente più avanzati i compiti più umili, allo stesso modo si comportò infatti, secondo alcune tradizioni, Hóngrěn (弘忍, 601 - 674), il quinto Patriarca Chán, nei confronti di Huìnéng (慧能, 638-713), il sesto Patriarca, quando, dopo essersi accorto delle sue elevate doti spirituali, lo consegnò in cucina come sguattero.
Dopo ulteriori incontri con il vecchio monaco cinese, Dōgen raggiunse i suoi compagni nel monastero di Tiāntóng-sì studiando sotto la direzione dell'abate Musai. Poi visitò altri monasteri facendo ritorno, nel 1225, al Tiāntóng-sì che nel frattempo era passato sotto la guida di Rujing (如淨, 1163-1228), un maestro Chán di scuola Caódòng (曹洞, giapp. Zen Sōtō). Con il nuovo abate, Dōgen visse un'ulteriore profonda esperienza di illuminazione. Era il mese di maggio del 1225, una notte un monaco vicino a Dōgen cadde addormentato durante la pratica dello zuòchán (座禅, giapp. zazen), allora il maestro Rujing lo scosse dicendogli: "Nel Chán mente e corpo sono da abbandonare, a che serve dormire?". Dopo aver ascoltato il dialogo, e compreso profondamente le parole di Rujing, Dōgen si recò nella stanza del maestro comunicandogli che "Mente e corpo erano stati abbandonati". Rujing riconobbe l'autenticità del wù (悟 g. satori, 'illuminazione') di Dōgen e nel 1227 gli chiese di succedergli come abate del Tiāntóng-sì ma Dōgen rifiutò decidendo di rientrare in Giappone.

## Il ritorno in Giappone e la fondazione della scuola Sōtō (曹洞)

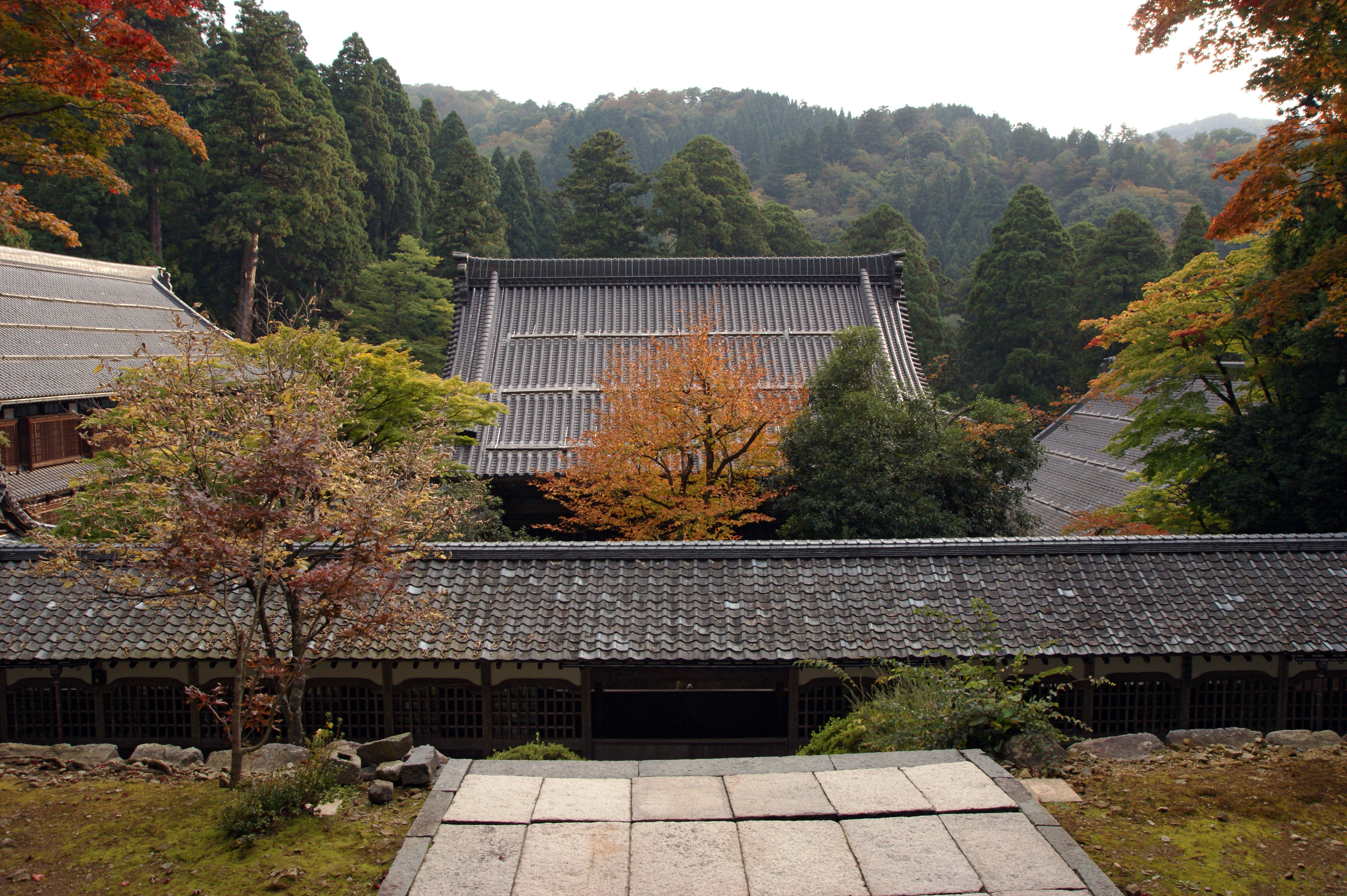
L'ingresso al tempio Eihei-ji, il tempio principale della scuola Zen Sōtō fondato, da Dōgen nel 1244, nei pressi di Echizen.

Tornato nel monastero del Kennin-ji, con le ceneri di Myōzen morto nel 1225 nel Tiāntóng-sì, Dōgen risiedette nel monastero Tendai, dove redigerà il Fukanzazengi (普勸坐禪, Raccomandazioni generali sulla pratica dello zazen), fino al 1230 quando decise di trasferirsi con un piccolo gruppo di allievi in un tempio abbandonato, l'Anyō-in (安養院). In questo piccolo tempio di periferia Dōgen conobbe, nel 1234, il suo futuro successore Koun Ejō (孤雲懐奘, 1198-1280) e scrisse il Gakudō yōjin shū (學道用心集, Raccolta delle regole da osservare nello studio della Via).
È con il trasferimento all'Anyō-in che si consuma la frattura tra Dōgen e il Tendai scuola che pure aveva precedentemente accolto, anche se con grande difficoltà, il lignaggio del Chán Línjì (臨濟 giapp. Rinzai) di denominazione Huánglóng (黃龍, giapp. Ōryū) di Eisai e che alla sua origine conservava un altro lignaggio Chán quello del Niútóuchán (牛頭禅), che Saichō aveva riportato dalla Cina nell'806 come scuola Gozu. Le ragioni di questa rottura sono nel particolare insegnamento che Dōgen esporrà nel corso dei successivi anni. Un insegnamento unico nel panorama buddista e di profonda riforma sia dottrinale che disciplinare. Ovviamente le intenzioni di Dōgen non erano quelle di innovare il Buddismo giapponese piuttosto quelle di ricollegarlo a ciò che egli riteneva fosse l'autentico insegnamento del Buddha Śākyamuni. Tutta l'opera dottrinale di Dōgen avrà questo come obiettivo. E l'insegnamento autentico del Buddha Śākyamuni, per Dōgen, consisteva nella pratica dello shikantaza (只管打坐).
La pratica dello shikantaza caratterizzerà la scuola fondata da Dōgen, che prenderà il nome di Sōtō (曹洞) dal cinese Caódòng ovvero dal lignaggio trasmessogli dall'abate del Tiāntóng-sì, Rujing.
Il rapido aumento dei discepoli portò Dōgen, nel 1237, a trasferirsi in un nuovo tempio alla periferia di Kyoto dedicato al bodhisattva Kannon (観音, sanscrito Avalokiteśvara) denominato Kōshō-ji (高松寺). Trasformato questo tempio in un monastero comprensivo della sala dei monaci (僧堂 sōdō), Dōgen decise di autorizzare anche le monache ad entrarvi e a praticarvi la meditazione insieme agli uomini, fatto certamente innovativo per l'epoca.
Nel 1241 fu raggiunto da un altro gruppo di monaci aderenti alla Daruma shū (達磨宗), una scuola di monaci tendai di ispirazione zen fondata da Dainichi Nōnin (大日能忍, morto nel 1196?), provenienti dal monastero Hajaku-ji (nella provincia di Echizen) dove si erano rifugiati dopo che un decreto imperiale proibì nel 1194 questa scuola. La vicinanza con l'ostile monastero Tendai, lo Enryaku-ji, convinse nel 1243 Dōgen ad un ulteriore trasferimento su un eremo di montagna ad Echizen, denominato Daibutsu-ji (大佛寺), ottenendo qui la protezione del potente samurai Hatano Yoshishige (波多野義重, ?-1258), governatore di Kyoto, grazie al quale poté trasformate questo eremo in un vero e proprio fiorente monastero che, nel 1246, fu denominato come Eihei-ji (永平寺).
Nello Eihei-ji Dōgen completò lo Shōbōgenzō e redasse lo Eiheishingi. A queste opere scritte direttamente da Dōgen, va aggiunto lo Shobogenzo zuimonki opera di Koun Ejō redatta tra il 1236 e il 1238 dove vengono riportati alcuni sermoni di Dōgen.
Il 28 agosto 1253, alcuni giorni dopo aver passato la funzione di abate dello Eihei-ji a Koun Ejō, Dōgen muore a Kyoto.